# Widen
Widen (раніше Wideнь) — харківський музичний гурт, що грає, за власним визначенням, суміш ню-металу та альтернативи з елементами панку та фанку. Гурт виник 2006 року; первинний склад колективу не змінився донині.

## Історія
З 2008 року гурт почав концертувати містами України; згодом гурт посів третє місце на фестивалі Converse Club Friends Fest у Санкт-Петербурзі, Росія. Того ж року вийшов перший мініальбом «ПаWWWутиння», що містив чотири пісні.
2010 року вийшов другий мініальбом «Термінатор», до якого увійшло три пісні.
Взимку 2012 музиканти записали перший повноформатний альбом «Апгрейд Мавпи», до якого потрапили 11 пісень (зокрема 3 пісні з «Термінатора»).

## Учасники
- Олексій Мироненко — вокал
- Дмитро Поляков — гітара
- Микола Горових — бас
- Дмитро Дорохов — ударні

## Дискографія
- Засинай (сингл, 2008)
- ПаWWWутиння (мініальбом, 2008)
- Термінатор (мініальбом, 2008)
- Апгрейд Мавпи (2012)